# Аштарханиды

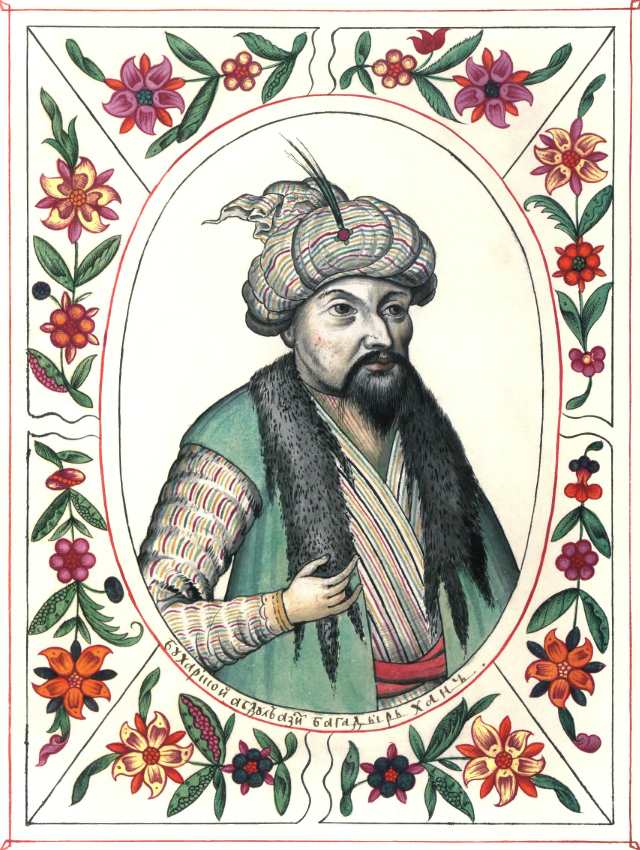
Абдулазиз-хан. Портрет из Царского титулярника (1672)

Аштарханиды, Джаниды (узб. Ashtarxoniylar, узб. Joniylar) — узбекская правящая династия в Бухарском ханстве, средневековая мусульманская династия правителей Мавераннахра и Южного Туркестана происходившая от тринадцатого сына Джучи Тукай-Тимура. Пришли на смену династии Шейбанидов, с которыми были связаны по женской линии.

## Происхождение династии
Основатель династии Дин Мухаммед-хан был сыном Джани-хана, сына Яр Мухаммед-хана, сына Баглышдад-хана, сына Джувак Мухаммед-хана, сына Ахмед-хана, сына Кутлук Тимур-хана, сына Тукай Тимур-хана, сына Оз Тимур-хана, сына Кутлук Тимур-султана, сына Тимур Кутлук-хана, сына Оз Тимур-хана, сына Тукай Тимур-хана, сына Джучихана.

## Возвышение династии
После взятия Астрахани войсками Ивана Грозного в 1556 году, потомок Чингис-хана через его сына Джучи и внука Тукай-Тимура — Яр Мухаммед-хан бежал в Бухару к шибаниду Абдулла-хану II. Его сын Джани Мухаммед-хан женился на сестре последнего. Он и стал основателем бухарской династии Джанидов или же Аштарханидов. В истории он известен также под именем Джанибек султан. Поэтому существует второе название династии джанидов. В исследованиях также используют третье название династии Тукайтимуридов, по имени их предка чингизида Тукай-Тимура. После гибели большинства мужских представителей Шейбанидов, знать предложила Джани Мухаммад-султану занять бухарский престол. Однако он отказался в пользу своего сына Дин Мухаммад — султана. Последний погиб в битве с сефевидами. В результате на престол взошел другой внук Джани Мухаммад султана Баки Мухаммад.
Период после смерти шейбанида Абдулла-хана II (1557—1598) характеризуется политической дестабилизацией Бухарского ханства. Воспользовавшись этой ситуацией в страну с юга вторглись войска сефевидского Ирана во главе с шахом Аббас I Великий. А с северо-востока в 1598 году вторглись войска казахского хана Тауекель-хана. Вторжение ознаменовалось потерей Туркестана, Сайрама, Ташкента и Ферганы, отвоёванных у него казахскими султанами и временным захватом Самарканда, а также осадой столицы Бухары войском Тауекель-хана. В этой тяжелой для себя обстановке Аштарханиды в том же в 1598 году сумели отбить осаду Бухары и вернуть себе Самарканд, а в Ташкенте наместником сидел шейбанид Кельди Мухаммад (1598—1604), который чеканил от своего имени серебряные и медные монеты.
В 1598 году правителем Бухарского ханства стал последний шейбанид Пирмухаммед-хан II (1598—1599). Сын Дин Мухаммад султана — Баки Мухаммад в 1599 году разгромил потерявшего авторитет Пирмухаммед-хана II-го. Он стал реальным основателем новой династии Джанидов или Аштарханидов в Бухарском ханстве, правившей с 1599 по 1756 годы.
В 1602 году Баки Мухаммад-хан отстоял независимость Бухарского ханства нанеся поражение войскам сефевидского шаха Аббаса в битве при Балхе.
Баки Мухаммад-хан несмотря на своё недолгое правление, провел административную, налоговую и военную реформы в стране, что способствовало её дальнейшему развитию. Он выпускал монеты с надписью Боки Мухаммад Баходирхон и именами первых четырёх халифов.
Имамкули-хан (1611—1642) воевал с калмыками, поддерживал отношения с Россией. В 1613 году он отправил посла Ходжа Науруза в Россию в связи с восхождением на престол царя Михаила Федоровича Романова. В 1614−1615 годах его полководец Ялангтушбий совершил поход на Хорасан против сефевидского Ирана. Он дошёл до Мешхеда и Мазандарана. В 1615 году другой полководец Имамкули-хана, Кара Тугма, совершил поход на Хорасан.

## Расцвет династии
В 1615 году Имамкули-хан отправил послов к потомку Бабура, императору Индии, Джахангиру. Письмо Имамкули-хана сопровождалось дополнительным письмом потомка известного теолога Ходжа Хашима Дагбеди. Послы были встречены дружелюбно и Джахангир отправил Имамкули-хану подарки и стихотворение, которое он составил сам.
Обмен посольствами продолжался и в последующие годы. В 1621 году в ответ на посольство Имамкули-хана бабурид Джахангир отправил богатые подарки хану и потомкам Махдуми Аъзама в Дагбите (городок близ Самарканда).
В 1616−1617 годах шёл интенсивный обмен посольствами с султаном Османской империи Ахмедом I. Согласно договору аштарханидские войска атаковали сефевидов, чтобы помочь туркам. После смерти султана военные действия были прекращены.
В 1618 году были отправлены послы Имамкули-хана в Китай.
В 1618 году сефевидский шах Аббас I отправил Имамкули-хану послов с предложением дружбы.
В апреле 1619 года посол Имамкули-хана был торжественно принят сефевидским шахом. Его красивая и продуманная речь произвела большое впечатление на испанского посла Сильву Фигуроа.
В 1621 году к нему прибыл российский посланник Иван Данилович Хохлов.
Позже Имамкули-хан отправлял к Михаил Федоровичу Романову другого своего посла, Адамбая. С Хохловым вместе в Россию выехал царевич Авган, его дядя узбек нукусского рода, его мать Бике Акек, из рода найманов и узбек Давлат из рода месит.
В 1621 году Ялангтуш Бахадур был главнокомандующим аштарханидскими войсками в отражении нападения казахских войск Турсун султана.
В 1628 году по приказу Имамкули-хана Ялангтуш разбил казахского Абули Султана под Ташкентом и заставил его бежать в Кашгарию.
В 1636 году войска Имамкулихана во главе с Ялангтушбием совершили поход на Сайрам, в окрестностях которого они атаковали казахские племена. Поход продолжался до степей Дешти Кипчака.
По наблюдению польского посла в Иране, Абдулазиз-хан «был человеком ученым, в различных науках, и в особенности в математике. Кроме того, полон мужества; он часто давал почувствовать персам силу своей руки».
В 1669 году Абдулазиз-хан отправил посольство во главе с муллой Фаррухом в Россию к царю Алексею Михайловичу.
В ответ в 1670 году в Бухару было отправлено российское посольство во главе с братьями Пазухиными.
Аштарханиды поддерживали дипломатические связи и с Османской империей, в 1673 году послы Абдулазиз-хана были приняты в Стамбуле.
Как отмечают исследователи, дипломатические способности Абдулазиз-хана были признаны и он пользовался уважением в Хиве, Стамбуле, Исфагане и Дели.
Субханкули-хан вел поддерживал дипломатические отношения с потомком эмира Тимура, падишахом государства Великих Моголов Аурангзебом (1658—1707). Происходил обмен посольствами с Османской империей и Россией.
В начале 1685 года Аурангзеб прислал к Субханкули-хану одного из своих знаменитых эмиров, Зебердест-хана, с разного рода подарками и преподношениями, в числе коих были и живые слоны.
В 1691 году османский султан Ахмед II прислал одного из своих доверенных лиц, Мустафу чауша, с подношениями и подарками, состоящими из арабских коней, разного рода драгоценных камней, разноцветных тканей и др.

## Культура эпохи Аштарханидов

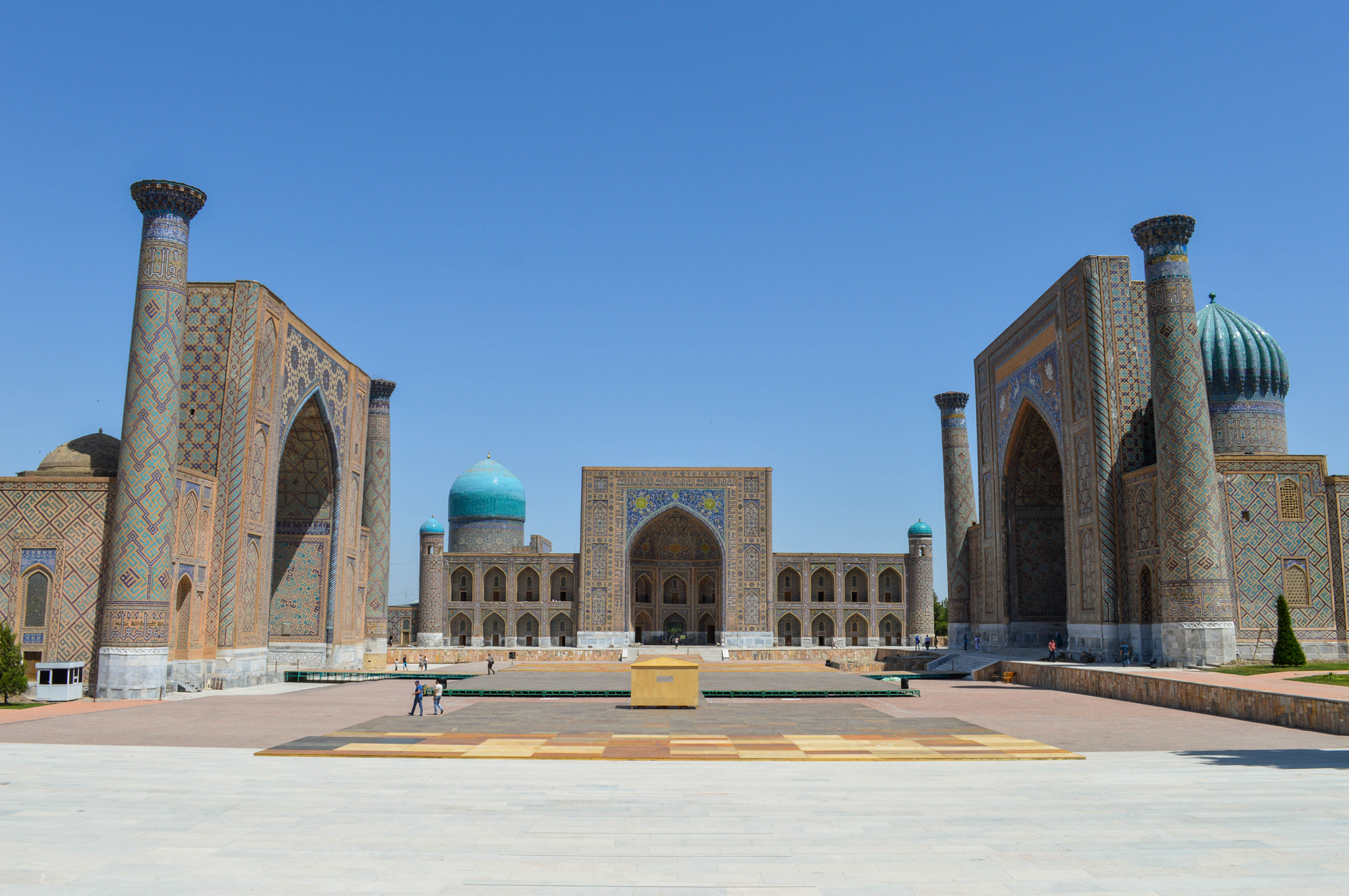
Медресе на площади Регистан

При правлении Абдулазиз-хана были построены медресе его имени, медресе Валидаи Абдулазиз-хана в Бухаре и медресе Тилля-Кари в Самарканде. Бухарцы характеризовали его как «храброго, великодушного хана, любителя науки». Он собрал библиотеку из красивых рукописей.
Сам Субханкули-хан был автором нескольких произведений по медицине и астрологии. Его произведение по медицине было написано на среднеазиатском тюркском языке. Один из списков рукописи хранится в библиотеке в Будапеште. Субханкули-хан увлекался поэзией и писал стихи под псевдонимом Нишони. Турды - узбекский поэт XVII века, был выходцем из узбекского рода юз . Учился в медресе Бухары. Служил при дворе Абдулазиз-хана (1645-1680). После конфликта с некоторыми представителями знати в период правления Субханкули-хана (1680-1702), покинул дворцовую службу. Турды писал на узбекском и персидском языках (под литературным псевдонимом Фараги). Много путешествовал. Турды призывал к объединению разобщенных узбекских племен:
Хоть народ наш разобщен, но ведь это все узбеки
девяносто двух племен.
Называемся мы разно, - кровь у всех одна –
Мы один народ, и должен быть у нас один закон.
Полы, рукава и ворот – это все – один халат,
Так един народ узбекский, да пребудет в мире он.

## Представители династии
- Абу-л-Гази Йар Мухаммад-султан
- Мухаммад Джанибек-хан, сын предыдущего, первый хан Мавераннахра из династии Аштарханидов 1601—1603, троюродный племянник Симеона Бекбулатовича, в 1575—1577 во время Опричнины посаженного Иваном IV Грозным великим князем всея Руси
- Дин Мухаммад Йатим-хан р.1565, сын предыдущего, правитель Кундуза 1584—1598, правитель Хорасана 1598—1599
- Баки Мухаммад-хан, брат предыдущего, хан Мавераннахра 1603—1606
- Вали Мухаммад-хан, брат предыдущего, правитель Балха 1601—1606, хан Мавераннахра 1606—1611
- Имам Кули, сын Дин Мухаммад Йатим-хана, правитель Самарканда 1601—1611, хан Мавераннахра 1611—1642
- Абу-л-Гази Надир Мухаммад-хан, сын предыдущего, правитель Кеша 1601—1606, правитель Балха 1606—1642, 1645—1651, хан Мавераннахра 1642—1645
- Абд ул-Азиз Мухаммад-хан, сын предыдущего, правитель Мейменэ 1630—1645, хан Мавераннахра 1645—1681
- Субханкули-хан, брат предыдущего, правитель Балха 1651—1681, хан Мавераннахра 1681—1702
- Убайдулла-хан II, сын предыдущего, хан Мавераннахра 1702—1711
- Абулфейз-хан, брат предыдущего, хан Мавераннахра 1711—1747
- Абдулмумин-хан, сын предыдущего, хан Мавераннахра 1747—1751

### Правители Талукана
- Турсун-султан, брат Мухаммад Джанибек-хана, 1625—1626

### Правители Балха
- Вали Мухаммад, сын Джанибек-султан, 1602—1605
- Надир Мухаммад, сын Дин Мухаммад-султана, 1612—1642 и 1645—1651
- Субханкули-хан, сын Надир Мухаммада, 1652—1680
- Искандер-хан, сын Субханкули-хана, 1680—1683
- Абул-Мансур-хан, сын Субханкули-хана, 1683
- Сиддик Мухаммад-хан, сын Субханкули-хана, 1683—1687
- Абул Музаффар Мухаммад Муким-хан, сын Искандар-хана, 1687—1707
- Абдулла-хан, правнук Вали Мухаммадхана, 1711—1712
- Санджар-хан, сын Абдулла-хана, 1712—1717
- Мухаммед-хан, двоюродный брат Санджар-хана, 1717—1720

Время правления Аштарханидов ознаменовано ожесточённой борьбой крупных узбекских племён с ханами за власть в Бухаре и Хорезме. В длительную борьбу были втянуты туркмены, каракалпаки, казахи и калмыки. Она окончилась сменой Аштарханидов мангытской династией в Бухаре и установлением власти Кунгратов в Хорезме.
Основную массу аштарханидской армии составляли узбеки. Узбеками по происхождению было и большинство военачальников, или эмиров.